# Мидленд (Онтарио)
Мидленд (англ. Midland) — город, расположенный в заливе Джорджиан-Бей в графстве Симко, провинция Онтарио (Канада). Этот город входит в состав региона Гурония/Вендат в Центральном Онтарио.
Мидленд, расположенный на юг от 30 000 островов залива Джорджиан-Бей, является экономическим центром региона, в котором находится больница на 125 мест и местный аэропорт. Мидленд — главный город южной части региона залива Джорджиан-Бей. Численность населения составляет 16 864 (2016 г.). В летние месяцы местное население насчитывает более 100 000 человек, включая сезонных турисов в более чем 8000 коттеджах, курортных отелях, провинциальных и национальных парках в окрестных городках Пенетенгуишин, Тайни и Тей.

## Местные достопримечательности
В центре и в районе центра Мидленда можно увидеть росписи стен, большую часть из которых создал ныне покойный художник Фред Ленц. Самая большая из них, изображающая встречу местного аборигена с иезуитским миссионером Жаном де Бребёфом расположена на силосной башне с видом на главную бухту. Эта роспись была окончена сыном Ленца после смерти его отца в 2001-м году.
Достопримечательности в самом городе и в его округе включают иезуитское подворье Святой Марии среди Гуронов — ныне живой музей, воссоздающий жизнь миссионеров 17-го века; Монастырь Святых Мучеников — римско-католическую церковь, посвящённую канадским мученикам, восьмерым миссионерам из миссии Святой Марии, которые были убиты во время гуроно-ирокезских войн; на территории церкви также действует музей Гурония. В сентябре 1984 года папа Римский Иоанн Павел II провёл здесь встречу с паствой.
Неподалёку находится Центр охраны природы болотистой местности Вай. Там обитают лебедь-трубач, чёрная болотная крачка и американская малая выпь. Лебедь-трубач считается символом города Мидленд, и большая статуя в виде этой птицы возведена у залива.
Ежегодный фестиваль печенья (Butter tart festival) проводится в начале июня с 2013 года. В 2016-м году, во время четвёртого ежегодного фестиваля было продано более 100 000 печений. Во время фестиваля множество туристов приезжают в Мидленд, как любители, так и торговцы. На следующий день после фестиваля проводится пробежка под названием Butter Tart Trot, пятикилометровая любительская пробежка для пожилых людей, а также 2,5-километровый забег для детей моложе 5 лет.
В летние месяцы Парк Литтл Лейк привлекает туристов. В парке имеется буфет и несколько спортивных площадок: волейбольная площадка, поле для бейсбола, парк для катания на скейтбордах и площадка для диск-гольфа.